# Пушкина, Надежда Осиповна
Наде́жда О́сиповна Пу́шкина (урождённая   Ганниба́л; 21 июня [2 июля] 1775, Суйда, Санкт-Петербургская губерния — 17 [29] марта 1836, Санкт-Петербург) — дочь Осипа Абрамовича Ганнибала и Марии Алексеевны Ганнибал (урождённой Пушкиной), мать А. С. Пушкина.

## Биография
До замужества жила в Петербурге и в имении Кобрино, полученном её матерью по суду от мужа. Её отец, Осип Абрамович Ганнибал, капитан морской артиллерии, человек пылкий и легкомысленный, женился при живой жене на другой женщине. Хотя второй брак был расторгнут, супруги не стали жить вместе, и мать, Мария Алексеевна Ганнибал, посвятила себя воспитанию дочери Надежды.
Надежда Осиповна получила образование, прекрасно владела французским. Была весёлой, жизнерадостной, имела большой круг знакомых, свободно чувствовала себя в светском обществе. Окружающие восхищались её красотой, называли прекрасной креолкой, подчёркивая необычное происхождение девушки.
28 сентября 1796 года она обвенчалась с Сергеем Львовичем Пушкиным в церкви села Воскресенского, что по соседству с Кобриным. Вместе супруги прожили 40 лет во взаимной любви и душевной привязанности. У них было восемь детей, из них выжили четверо: Ольга, старшая из них, Александр, а также Николай и Лев. Остальные дети — Павел, Михаил, Платон и София — умерли в младенчестве.
С детьми Надежда Осиповна была строга с ранних лет. Любимцем старших Пушкиных был сын Лев. А вот отношения между Александром Пушкиным и его матерью всегда были прохладными. Тем не менее, и мать, и отец гордились талантом старшего сына.
Н. О. Пушкина последние месяцы жизни квартировала в Санкт-Петербурге в доме Какушкиной на углу Шестилавочной улицы и 2-го Графского переулка (ныне улицы Маяковского и Саперного переулка). Там же она и умерла 29 марта 1836 года.
Во время последней болезни матери Пушкин сблизился с ней, а после её смерти тяжело переживал утрату. Он единственный из всей семьи сопровождал тело матери для погребения в Святогорский монастырь. Тогда же он купил участок земли рядом с её могилой для себя, где был погребён год спустя, после своей гибели на дуэли.